# Pami
Usermaatre Setepenre Pami là một pharaon cai trị 7 năm thuộc Vương triều thứ 22 trong lịch sử Ai Cập cổ đại. Mặc dù không tìm thấy bất cứ mối quan hệ nào giữa ông với vị vua trước - Shoshenq IV, nhưng Pami được chứng thực là cha đẻ của vị vua kế nhiệm Shoshenq V.
Cái tên "Pami" của ông trong tiếng Ai Cập có nghĩa là "con mèo".

## Danh tính
Người ta vẫn không rõ mối quan hệ giữa Pami và vị vua tiền nhiệm Shoshenq IV, tuy nhiên Pami được chứng thực là cha của Shoshenq V dựa vào tấm bia đánh dấu năm trị vì thứ 11 của Shoshenq V.
Pami từng được cho là hoàng tử Pimay, một người con trai của Shoshenq III, người từng được phong tước "Đại thủ lĩnh của Meshwesh" dưới thời cha mình. Tuy nhiên, cách viết tên của họ lại khác nhau đã chứng minh rằng đây là 2 người hoàn toàn riêng biệt. Theo đó, "Pami" có nghĩa là "mèo" như đã đề cập ở trên, còn cái tên "Pimay" lại có nghĩa là "sư tử". Tên của vua Pami đã bị phiên dịch nhầm lẫn thành tên của Pimay khiến các sử gia trước đây tin rằng ông là con trai của Shoshenq III.
Hơn nữa, nếu Pimay thực sự sống lâu hơn cha mình, thì ông đã đường đường chính chính lên ngôi chứ không phải là vị vua mơ hồ Shoshenq IV, người không được chứng thực là con của Shoshenq III. Do đó có vẻ như chắc chắn rằng, Shoshenq III đã sống lâu hơn tất cả các con trai của mình trong suốt triều đại dài gần 4 thập kỷ của ông ta.

## Trị vì
Hai con bò thiêng Apis đã được chôn cất vào năm thứ 2 và năm thứ 6 trong triều đại của vua Pami. Dựa theo những văn bản đánh dấu các năm cai trị trên tường thành tại Heliopolis, năm cai trị cuối cùng của ông là năm thứ 6. Tuy nhiên, năm thứ 7 và một năm thứ 8 ngắn ngủi đã bị tẩy xóa (hoặc do hư hại) của vị vua này lại được tìm thấy ngay ở bên dưới những dòng ký tự trên. Vì thế, Pami được coi là có một triều đại kéo dài khoảng 7 năm. Trong thời gian cai trị, ông đã thực hiện nhiều nghi lễ cúng tế tại các đền thờ ở Heliopolis.
Pami có lẽ qua đời vào khoảng năm 778 TCN, được chôn cất tại ngôi mộ NRT II, Tanis cùng với các tiên vương.

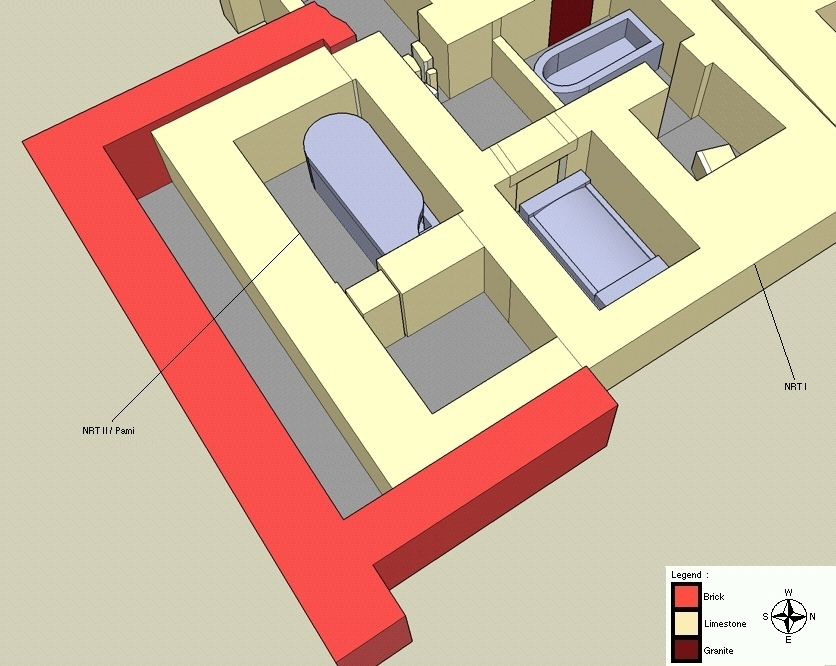
Ngôi mộ NRT II cùng cỗ quan tài đá của Pami